# Jarosław Kaczyński
Jarosław Aleksander Kaczyński (phát âm tiếng Ba Lan: [jaˈrɔswaf kaˈt͡ʂɨj̃skʲi]; sinh ngày 18 tháng 6 năm 1949) là một chính trị gia người Ba Lan, hiện đang là lãnh đạo Đảng Pháp luật và Công lý (tiếng Ba Lan: Prawo i Sprawiedliwość, viết tắt: PiS). Đảng này do ông đồng sáng lập vào năm 2001 cùng người anh em sinh đôi của mình là Lech Kaczyński, người từng giữ chức Tổng thống Ba Lan cho đến khi qua đời vào năm 2010.
Là ứng cử viên của đảng PiS tranh cử chức thủ tướng, ông thắng cử và giữ chức Thủ tướng Ba Lan từ tháng 7 năm 2006 đến tháng 11 năm 2007, trong khi người anh em của ông lúc đó là Tổng thống Ba Lan. Sau thất bại của đảng PiS trong cuộc bầu cử năm 2007, Kaczyński trở thành lãnh đạo của đảng đối lập trong chính phủ của Liên minh Dân sự. Sau cái chết của người anh em trong một vụ tai nạn máy bay, Jarosław Kaczyński ra tranh cử tổng thống vào năm 2010 nhưng để thua Bronisław Komorowski.
Sau chiến thắng của đảng PiS vào năm 2015 cả trong cuộc bầu cử tổng thống và bầu cử quốc hội, Kaczyński được xem là chính trị gia quan trọng nhất ở Ba Lan và là một trong những nhà lãnh đạo châu Âu có ảnh hưởng nhất. Vì lý do này, ở Ba Lan ông được một số người gọi là "Quốc trưởng" (Naczelnik Państwa, giống như Józef Piłsudski trong quá khứ). Năm 2020, ông được bổ nhiệm làm Phó Thủ tướng Ba Lan với quyền giám sát Bộ Quốc phòng, Bộ Tư pháp và Bộ Nội vụ.

## Tiểu sử
Kaczyński sinh ngày 18 tháng 6 năm 1949, là anh em sinh đôi cùng trứng với Lech Kaczyński. Họ sinh ra ở Warsaw. Cha của ông là Rajmund Kaczyński (1922–2005), là một kỹ sư và từng là một quân nhân thuộc Armia Krajowa trong Thế chiến thứ hai, mẹ ông là Jadwiga Kaczyńska (1926–2013), là một nhà ngữ văn học tại Viện Hàn lâm Khoa học Ba Lan. 
Thuở nhỏ, ông đóng vai chính cùng người anh em của mình trong bộ phim Hai kẻ đánh cắp Mặt Trăng (O dwóch takich, co ukradli księżyc) do Ba Lan sản xuất năm 1962, dựa trên truyện thiếu nhi nổi tiếng của Kornel Makuszyński.
Kaczyński học luật tại Khoa Luật và Hành chính công ở Đại học Warsaw, ông lấy bằng Tiến sĩ Luật (LL.D.) vào năm 1976 sau khi hoàn thành luận án "Vai trò của các cơ quan ở đại học trong việc quản lý các cơ sở giáo dục đại học" dưới sự hướng dẫn của Stanisław Ehrlich.

## Sự nghiệp chính trị

### Thập niên 1970 và 1980
Dưới thời Ba Lan cộng sản, Kaczyński làm việc cho một số tổ chức đối lập bao gồm Ủy ban Phòng vệ Công nhân, Ủy ban Tự vệ Xã hội và Công đoàn Đoàn kết. Kaczyński cũng là biên tập viên cao cấp của Tuần báo Đoàn kết (Tygodnik Solidarność) từ năm 1989 đến năm 1991.

### Thập niên 1990
Năm 1991, ông thành lập Porozumienie Centrum, một đảng bảo thủ, dân chủ Kitô giáo và sau đó trở thành chủ tịch của đảng, giữ vai trò này cho đến năm 1998. Từ năm 1991 đến 1993 và từ năm 1997, Kaczyński là thành viên của Hạ viện. Cùng năm, ông được Tổng thống Ba Lan Lech Wałęsa bổ nhiệm làm Chủ nhiệm Văn phòng Tổng thống. Wałęsa đã sa thải Kaczyński và sau đó ông đã lãnh đạo phong trào biểu tình chống lại tổng thống.

### Bầu cử năm 2005

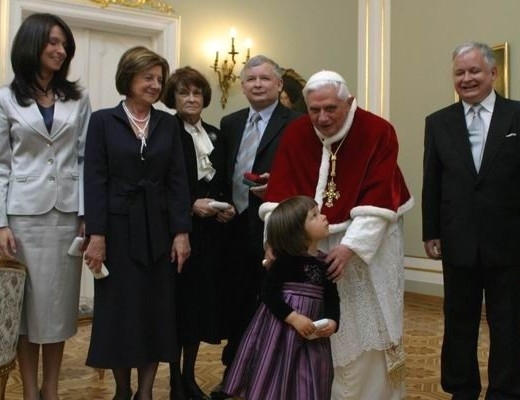
Jarosław Kaczyński cùng người anh em Lech, gia đình của ông và Giáo hoàng Benedict XVI năm 2006.

Kaczyński là ứng viên thủ tướng của đảng Pháp luật và Công lý trong Cuộc bầu cử Quốc hội Ba Lan tháng 9 năm 2005. Tuy nhiên, khi đảng giành được chiến thắng sau cuộc bầu cử, ông cho biết mình không đảm nhận vị trí này với lý do sẽ làm giảm cơ hội của người anh em Lech Kaczyński, lúc này đang tranh cử vào ghế tổng thống cho cuộc bỏ phiếu tháng 10. Kazimierz Marcinkiewicz được bổ nhiệm làm thủ tướng.
Trong những tháng tiếp theo, ông là nghị sĩ dẫn đầu nhóm nghị sĩ của đảng mình trong hạ viện. Ông được cho là người có ảnh hưởng lớn đến việc ra quyết định của thủ tướng. Kaczyński được mô tả là người tạo dựng và xây đắp liên minh gồm đảng dân túy Tự vệ Ba Lan (Samoobrona) và đảng cực hữu Liên đoàn các Gia đình Ba Lan (Liga Polskich Rodzin).

### 2006–2007: Giữ chức Thủ tướng
Sau nhiều bằng chứng cho thấy mối quan hệ rạn nứt của Kaczyński và Marcinkiewicz, thủ tướng Marcinkiewicz đã từ chức vào ngày 7 tháng 7 năm 2006. Kaczyński được người anh em của mình lúc này đã là tổng thống bổ nhiệm vị trí thủ tướng vào ngày 10 tháng 7 và tuyên thệ nhậm chức vào ngày 14 tháng 7, sau đó ông thành lập nội các mới và tổ chức một cuộc bỏ phiếu tín nhiệm tại Hạ viện.
Họ là cặp anh em đầu tiên trên thế giới giữ chức tổng thống và thủ tướng của một quốc gia và là cặp anh em sinh đôi duy nhất làm được điều này. 15 tháng đầu tiên trên ghế thủ tướng, Kaczyński phát động Lustracja, một chiến dịch trên toàn quốc yêu cầu hàng ngàn công chức, giáo viên và nhà báo phải chính thức tuyên bố họ có từng hợp tác với các cơ quan an ninh của chế độ cộng sản trước đây hay không.
Năm 2006, Kaczyński thành lập Cục Chống tham nhũng Trung ương (Centralne Biuro Antykorupcyjne) với quyền hạn sâu rộng, kéo theo vụ tự sát của Barbara Bilda, một nữ chính trị gia đang bị điều tra về tội tham nhũng. Chính phủ cũng thay đổi quan hệ đối ngoại của Ba Lan liên quan đến Liên minh châu Âu bằng cách công khai đưa ra quan điểm hoài nghi châu Âu, trong khi các chính phủ Ba Lan trước đó đã nêu lên quan điểm rất ủng hộ châu Âu. Chính phủ của ông cũng cắt giảm nhiều loại thuế.

### Bầu cử nghị viện năm 2007
Mặc dù giành được nhiều phiếu bầu, đảng Pháp luật và Công lý vẫn thất bại trong cuộc bầu cử quốc hội vào ngày 21 tháng 10 năm 2007, xếp thứ hai sau Cương lĩnh Dân sự, một đảng bảo thủ theo chủ nghĩa tự do và quan điểm ủng hộ châu Âu. Sau khi kết thúc nhiệm kỳ thủ tướng, Donald Tusk kế nhiệm ông, nhưng ông vẫn là chủ tịch của đảng Pháp luật và Công lý và do đó trở thành lãnh đạo của đảng đối lập trong chính phủ mới.

### Bầu cử tổng thống năm 2010
Sau cái chết của người anh em, Jarosław tuyên bố ông sẽ tranh cử tổng thống với đối thủ Bronisław Komorowski trong cuộc bầu cử được tổ chức vào ngày 20 tháng 6 năm 2010. Joanna Kluzik-Rostkowska nhân viên điều hành chiến dịch và Paweł Poncyljusz là người phát ngôn chiến dịch. Kaczyński biết cách xây dựng hình ảnh để lấy lòng cử tri theo chủ nghĩa trung dung. Khẩu hiệu chiến dịch là "Ba Lan trên hết". Ông nhận được 36,5% tỷ lệ phiếu bầu ủng hộ trong vòng đầu tiên, so với 41,5% của quyền tổng thống Bronisław Komorowski. Ở vòng thứ hai, ông thua với 47,0% phiếu bầu so với 53,0% của Komorowski.

### Sau năm 2015

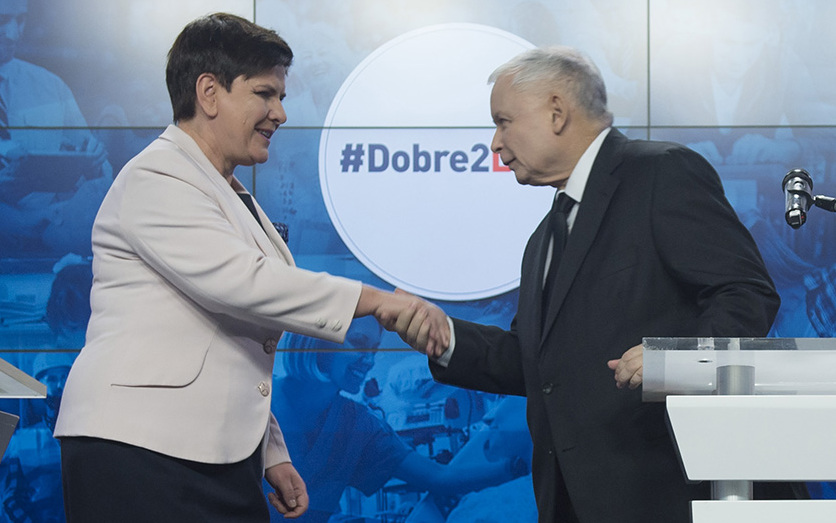
Jarosław Kaczyński và Thủ tướng Ba Lan Beata Szydło.

Để giành được sự ủng hộ của các cử tri ôn hòa, thay vì tranh cử với tư cách là ứng cử viên của PiS cho chức tổng thống hoặc thủ tướng, Kaczyński đã đưa ra nhiều thành viên ôn hòa hơn của PiS trong cuộc bầu cử tổng thống và quốc hội năm 2015. Andrzej Duda được đưa ra tranh cử với tư cách là ứng viên tổng thống của PiS, trong khi Beata Szydło là ứng viên cho chức thủ tướng. PiS đã thắng cả hai cuộc bầu cử.
Trong cuộc bầu cử quốc hội, PiS trở thành đảng đầu tiên giành được đa số hoàn toàn kể từ khi chủ nghĩa cộng sản sụp đổ ở Ba Lan. Mặc dù là một nhà lãnh đạo nổi tiếng của PiS, bản thân ông vẫn không được lòng công chúng. Một số thăm dò cho thấy nhiều người Ba Lan nghĩ Kaczyński không đáng tin cậy như Duda hoặc Szydło. Năm 2017, Politico mô tả ông là người nắm quyền trên thực tế của Ba Lan và là một trong những chính trị gia có ảnh hưởng nhất ở Ba Lan, dù không thật sự giữ các chức vụ quan trọng trong chính quyền.
Năm 2020, Kaczyński trở thành phó thủ tướng trong chính phủ Mateusz Morawiecki. Tháng 10 năm 2022, Kaczyński tuyên bố sẽ từ chức phó thủ tướng để tập trung vào vai trò lãnh đạo đảng của mình, và đã từ chức vào ngày 21 tháng 6 năm 2022.

## Quan điểm chính trị

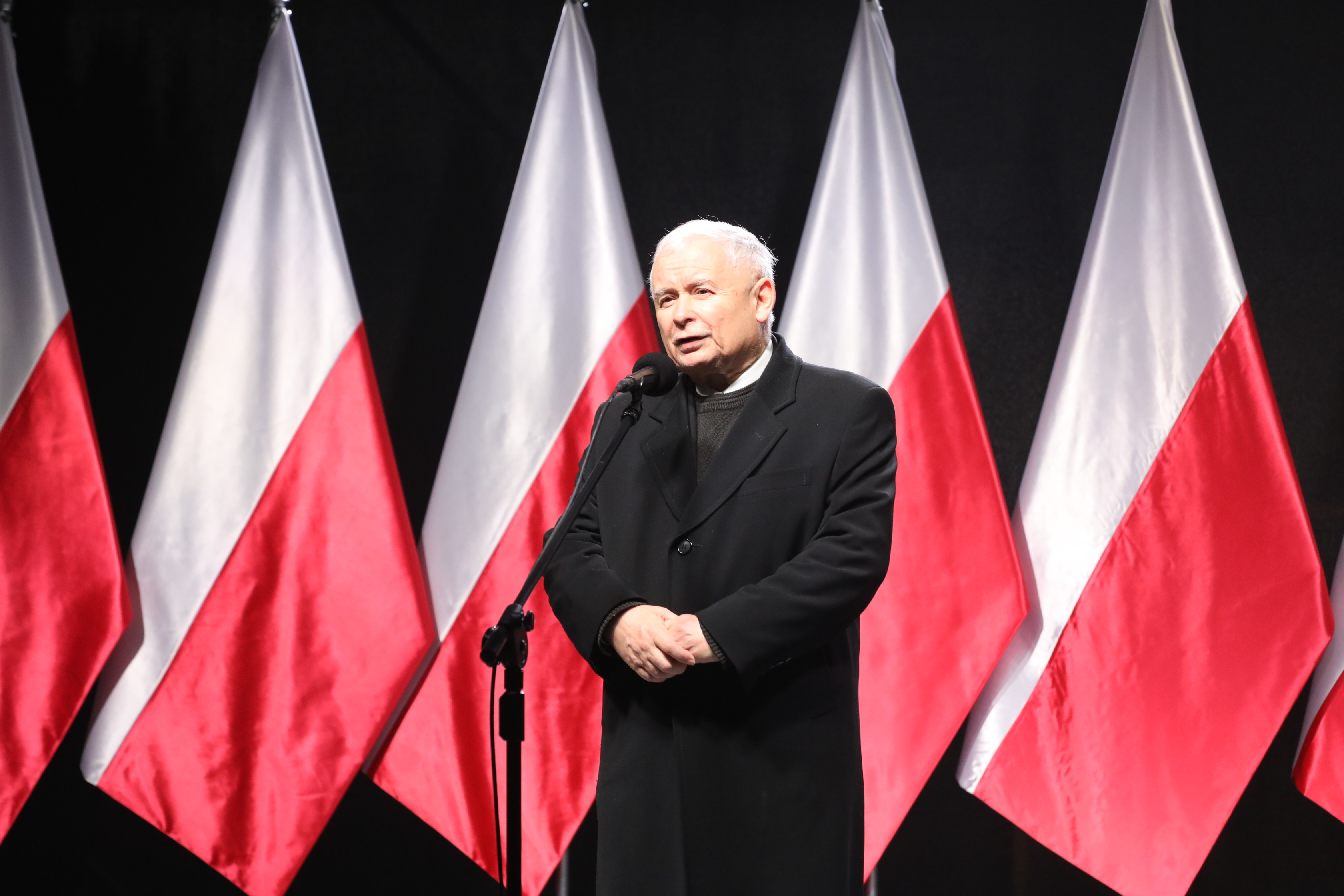
Jarosław Kaczyński phát biểu trong lễ khánh thành tượng đài người anh em Lech Kaczyński. Ảnh chụp tháng 11 năm 2018 tại Warsaw.

Kaczyński nổi tiếng với tham vọng về một kế hoạch lớn, mà trong đó bao gồm “cuộc cách mạng đạo đức” để thành lập “nền cộng hòa thứ tư”, nhằm chấm dứt mọi sự liên quan về chủ nghĩa cộng sản ở Ba Lan mà đưa nước này trở lại với nguồn gốc Công giáo La Mã, tránh xa xu hướng lấy đa văn hóa làm chủ đạo của Tây Âu. Tháng 4 năm 2016, ông tuyên bố không ứng cử vào vị trí tổng thống hay thủ tướng của Cộng hòa Ba Lan trong cuộc bầu cử sắp tới.
Ông cũng có những quan điểm mạnh mẽ, không khoan nhượng, đặc biệt là nhắm vào một bộ phận của giới tinh hoa chính trị, văn hóa và truyền thông. Ông gọi những người này là tàn dư của các mạng lưới cộng sản trước đây, do đó Kaczyński thường bị gán cho là người gây "phân cực chính trị".
Trong những năm gần đây, ông còn được biết đến với tư cách là một nhà hoạt động vì quyền động vật. Trong giai đoạn này, ông đã cho thực hiện các hoạt động để cấm nuôi động vật có lông.
Đối thủ chính trị của Jarosław Kaczyński gọi hệ tư tưởng của ông là "Kaczyzm", theo ý nghĩa mỉa mai.
Kaczyński là một người theo Chủ nghĩa hoài nghi châu Âu, ông từng tuyên bố “Đức muốn biến Liên minh châu Âu thành Đế chế thứ tư”.

### Quan điểm về LGBT
Ngày 21 tháng 9 năm 2005, Kaczyński nói rằng "những người đồng tính không nên bị cô lập, tuy nhiên họ cũng không nên là giáo viên ở trường học." Ông cũng từng tuyên bố, "Việc công nhận đồng tính sẽ dẫn đến sự sụp đổ của nền văn minh. Chúng tôi không thể đồng ý với điều đó." Người anh em Lech của ông khi còn là thị trưởng Warsaw, đã từ chối cấp phép cho một cuộc tuần hành tự hào đồng tính; cho biết lý do rằng đó là việc tục tĩu và xúc phạm đến niềm tin tôn giáo của người khác. Một tòa án Warsaw sau đó đã ra phán quyết rằng hành động của Kaczynski là bất hợp pháp. Kaczyński được cho là đã nói rằng, "Tôi không sẵn lòng gặp những kẻ biến thái."
Ngày 30 tháng 8 năm 2006, trong chuyến thăm Ủy ban Châu Âu, Kaczyński với tư cách là thủ tướng đã tuyên bố rằng "những người có sở thích như vậy có đầy đủ quyền tại Ba Lan, không có truyền thống bắt bớ những người như vậy ở Ba Lan". Ông cũng yêu cầu Chủ tịch Ủy ban Châu Âu khi ấy là Jose Manuel Barroso "đừng tin vào những câu chuyện về Ba Lan là một quốc gia bài Do Thái, kỳ thị đồng tính và bài ngoại."
Kaczyński sau đó đã bớt gay gắt hơn trong những mô tả của mình về cộng đồng LGBT. Trong một cuộc phỏng vấn, ông nói luôn "ủng hộ sự khoan dung" và "vấn đề không khoan dung đối với người đồng tính chưa bao giờ là vấn đề của Ba Lan". Ông cũng nói không thể nhớ được những người đồng tính bị đàn áp dưới thời Cộng hòa Nhân dân Ba Lan, tức là không có hoặc không nghiêm trọng như các nhóm thiểu số khác và thừa nhận rằng nhiều nhân vật nổi tiếng của Ba Lan và nhân vật của công chúng trong thời đại đó cũng là người đồng tính. Jarosław Kaczyński cũng chia sẻ rằng có rất nhiều câu lạc bộ đồng tính ở Ba Lan và có một lượng đáng kể bài báo, tài liệu về đồng tính. Trong một cuộc phỏng vấn khác ở nước ngoài, ông mời người phỏng vấn đến Warsaw để tham qua một câu lạc bộ đồng tính bất kỳ ở thủ đô. Ông cũng xác nhận rằng có một số người đồng tính trong đảng của ông, nhưng cho biết thêm họ không muốn công khai cuộc sống riêng tư với công chúng. 
Năm 2019, Kaczyński nói về phong trào quyền LGBT là một xu hướng từ nước ngoài đe dọa đất nước Ba Lan. Ông cũng tuyên bố rằng mọi người phải công nhận Cơ đốc giáo và việc nghi ngờ Giáo hội Công giáo La Mã ở Ba Lan đồng nghĩa với không yêu nước: "Chúng ta đang đối phó với một cuộc tấn công trực tiếp vào gia đình và trẻ em - hành động tình dục hóa trẻ em. Toàn bộ các phong trào về LGBT và giới tính đều là sản phẩm của nước ngoài. Hiện tại, các phong trao này thật sự đe dọa danh tính, quốc gia của chúng ta."

## Tranh cãi

### Lan truyền thuyết âm mưu
Năm 2016, cây bút Christian Davies đã viết trên The Guardian, "Với xu hướng tiếp nhận các thuyết âm mưu và phong cách nói chuyện kiệm lời, Kaczyński thường gọi các đối thủ chính trị của mình là "xã hội đen", "dân tay chân" và "đỏ" (ám chỉ cộng sản). Trước Cuộc bầu cử Quốc hội vào tháng 10 năm 2015, ông nói những người di cư từ Trung Đông đã mang bệnh tả và kiết lỵ đến châu Âu, gây nguy cơ lây lan "nhiều loại ký sinh trùng và động vật nguyên sinh khác nhau". Gần đây, ông ám chỉ rằng những người biểu tình chống lại chính phủ của Pháp luật và Công lý là "loại người Ba Lan tồi tệ nhất".

### Vụ bê bối "Powązki" và "Trójka"
Ngày 10 tháng 4 năm 2020 vào dịp tưởng niệm thảm họa hàng không Smolensk, Kaczyński và 9 người khác đã đứng sát gần nhau, cùng đến thăm mộ của mẹ Kaczynski và người anh em Lech tại Nghĩa trang Quân đội Powązki, bất chấp chính phủ đã ban hành các biện pháp hạn chế vì đại dịch COVID-19. Cảnh sát Ba Lan sau đó cho biết cuộc tụ tập ở Powązki không phải là kiểu tụ tập bị cấm trong đại dịch, khiến dư luận tranh cãi và chỉ trích. Cựu thủ tướng Ba Lan Leszek Miller cho biết cuộc tụ tập là sự xem thường người dân. Tháng 5 cùng năm, đài phát thanh Trójka (trực thuộc Polskie Radio, do nhà nước sở hữu và điều hành) bị cáo buộc đã kiểm duyệt bài hát "Twój ból jest lepszy niż mój" ("Nỗi đau của ông đáng giá hơn của tôi") của Kazik Staszewski, có nội dung chỉ trích đảng Pháp luật và Công lý.
Bài hát khắc họa Kaczyński là một người thích làm theo ý mình, không quan tâm đến đảng của ông. Khi bài hát lên vị trí thứ nhất trên bảng xếp hạng âm nhạc của đài Trójka vào ngày 15 tháng 5, ngay lập tức các bài hát khác được đẩy hạng để chiếm vị trí. Giám đốc đài Tomasz Kowalczewski cáo buộc người dẫn chương trình Marek Niedźwiecki dùng các cách thức gian lận để đẩy hạng bài hát, nhằm ủng hộ thông điệp của của nghệ sĩ Kazik. Bartosz Gil, một nhân viên nhà đài và là người làm việc ở bảng xếp hạng, cho biết tuyên bố của Kaczyński là sai và cáo buộc ông ta muốn tác động đến bài hát. Chủ nhật sau đó, người dẫn chương trình Niedźwiecki nghỉ việc ở đài, đồng thời đe dọa sẽ có hành động pháp lý đối với đài vì bị cáo buộc gian lận, cho rằng đây là những cáo buộc sai sự thật. Ngày 16 tháng 5, người đứng đầu mảng âm nhạc của Polskie Radio là Piotr Metz đã tiết lộ rằng, sau khi chương trình bảng xếp hạng được phát sóng, giám đốc Kowalczewski đã yêu cầu xóa bài hát khỏi thư viện âm nhạc của đài. Metz sau đó cũng nghỉ việc. Nhà đài phải đối mặt với làn sóng tẩy chay từ công chúng, chịu áp lực từ các thành viên khác trong ngành công nghiệp âm nhạc Ba Lan.

## Giải thưởng và vinh danh
Ba Lan:
- "Nhân vật của năm" bởi tạp chí Gazeta Polska (ba lần vào các năm 2004, 2015, 2019)[53][54][55]

- "Nhân vật của năm" bởi tạp chí Wprost (hai lần vào các năm 2005, 2015)[56][57]

- "Nhân vật của năm" bởi Liên đoàn các Hiệp hội cấp vùng của Các thành phố và các powiat của Cộng hòa Ba Lan (2005)

- "Nhân vật của năm 2014" bởi by the Diễn đàn Kinh tế Ba Lan (2015)[58]

- "Nhân vật của Tự do" bởi tạp chí Sieci (hai lần vào các năm 2016, 2021)[59][60]

- Giải thưởng kỷ niệm 25 năm của Gazeta Polska (2018)[61]

 Georgia:
- Huân chương Chiến thắng Thánh George (2013)[62]

 Ukraine:
- Huân chương Công tước Yaroslav Thông thái, hạng 2 (2022)[63]

## Đời tư
Hồ sơ của Công an Ba Lan mô tả Kaczyński "... rất không chắc chắn về số phận của mình. Vẻ ngoài không chải chuốt. Ông từng nói mình không quan tâm đến vật chất, phụ nữ. Cụ thể, ông nói ông không quan tâm đến việc lập gia đình trong tương lai. Ông có tính khoa trương, ngoại hình của một dân mọt sách." Ngoài ra, các hồ sơ cũng ghi chú rằng ông không đồng ý với bất kỳ lời mời hợp tác nào với công an.
Kaczyński sống với mẹ cho đến khi bà nhập viện vì tuổi già. Ông không có máy tính và được cho là chỉ mở tài khoản ngân hàng đầu tiên mãi vào năm 2009. Ông không kết hôn, không có bạn đời hay con cái, ông là một tín đồ Công giáo La Mã. Là một người yêu mèo, Kaczyński có nuôi một con mèo.

## Trong văn hóa đại chúng
Nhân vật chính của loạt phim chiếu mạng châm biếm chính trị Ucho Prezesa (Đôi tai Chủ tịch) là chủ tịch Jarosław (do Robert Górski thủ vai), được mô phỏng theo hình tượng Kaczyński.